# Alur Cempedak
Alur Cempedak is een bestuurslaag in het regentschap Langkat van de provincie Noord-Sumatra, Indonesië. Alur Cempedak telt 4185 inwoners (volkstelling 2010).